# A Dear Fool
A Dear Fool é um filme mudo de comédia britânica de 1921, dirigido por Harold M. Shaw e estrelado por George K. Arthur, Edna Flugrath e Edward O'Neill. Foi baseado em um romance de Arthur T. Mason.

## Elenco
- George K. Arthur - John Denison
- Edna Flugrath - Viva Hamilton
- Edward O'Neill - Stephen Blair
- Bertie Wright - Sir John Boscatel
- Vera Tyndale - Lady Boscatel
- Charles Tilson-Chowne - Oliver Chambers
- Mabel Archdale - Sylvia Polesworthy